# 奇想科学の冒険-近代日本を騒がせた夢想家たち
『奇想科学の冒険―近代日本を騒がせた夢想家たち』（きそうかがくのぼうけん きんだいにほんをさわがせたむそうかたち）は、『偽史冒険世界の謎』で大衆文学研究賞を受賞した評論家、長山靖生の評伝集である。明治から昭和初期の8人の人々などが紹介されている。「近代日本が成功できた理由、失敗した理由、失敗を回避できた可能性」をこれらの人々の生き様から探ろうとしたと書かれている。2007年平凡社新書で刊行された。

## 取り上げられた人々と概要

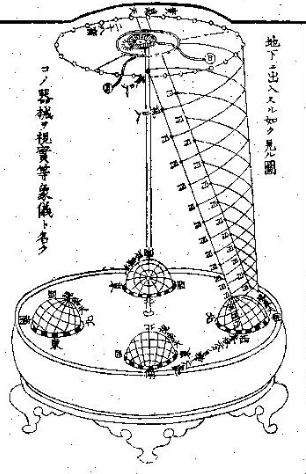
佐田介石考案の視実等象儀

- 第1章　それでも地球は動じない　－佐田介石

『鎚地球略説』で地動説、地球球体説を否定し、太陽暦導入に強く反対した佐田介石を、急激な西洋文明化と日本独自の文化技術の放棄に対する抵抗者として再評価している。
- 第2章　「進歩」の発見、「啓蒙」の歓び　－近藤真琴

オランダのペーター・ハルティンクの未来小説を1868年（慶応4年）に訳して明治11年に『新未来記』として出版した近藤真琴は幕府軍艦繰練所翻訳方を務めた人物で、明治期は攻玉社で教育に尽力した。『新未来記』の内容と、明治初期の啓蒙の時代に外山正一の新体詩や、70有余の元素が相集まって宴会を催すという趣向の有機化学のパイオニアの久原躬弦の大衆向け化学啓蒙書「化学者の夢」などが紹介される。
- 第3章　進化論は帝国主義を賛美するか　－加藤弘之と丘浅次郎

日本における法学のパイオニアの加藤弘之は、はじめ『立憲政体略』を刊行し（明治元年）、議会制度や立憲政体の啓蒙を行ったが、明治14年に自らの主張してきた天賦人権論を否定し、『人権新説』を刊行し、中央集権制と君主制を肯定した。加藤の帝国主義的な国家・民族間の競争における適者生存の進化論的国家観への転向と、日本における「進化」のイメージを作り上げた動物学者、丘浅次郎の思想が紹介される。
- 第4章　人権を乗せた軍艦　－矢野龍渓

明治16年にギリシャに材をとって民主国家が軍事大国を打ち破るという小説『経国美談』を書いた矢野龍渓は、民権運動の壮士やそのシンパに支持されて、当時のベストセラーとなった。明治23年に日本の青年たちが欧米に侵略されたアジアの同胞を助けるという国権主義的な小説、『浮城物語』を書くように変質した。対比のためにアジア植民地の開放を題材にした幕末の儒学者、巌垣月洲の『西征快心篇』が紹介される。その後の矢野龍渓の思想の軌跡が紹介される。
- 第5章　ユートピアの発明家　－村井弦斎
- 第6章　森鴎外が畏れたメスメリスト　－渋江保
- 第7章　ロボットは聖君子の夢をみるか　－西村真琴

ロボットの登場する小説の歴史をたどりながら（『未来のイヴ』（ヴィリエ・ド・リラダン）、『R・U・R』（カレル・チャペック）、『ロビー』（アイザック・アシモフ）など）昭和3年の昭和天皇御大礼記念博覧会に出品された「學天則」を製作した西村真琴の思想と事跡が紹介される。
- 第8章　詐欺に触発された発明　－横光利一と長山正太郎

横光利一の小説『紋章』のモデルとなった発明家、長山正太郎（著者の近い親戚にあたる）の略歴が紹介される。様々な困難に対して発明を達成した長山が「日本精神」をキーワードに語られ、「日本精神」という実体のはっきりしないものについて、島崎藤村の『夜明け前』の主人公の屈折した狂気との類似が指摘される。

## 書誌情報
- 『奇想科学の冒険―近代日本を騒がせた夢想家たち』 、平凡社新書（2007年6月）ISBN 458285379X